# سكوت مارشال
سكوت مارشال (بالإنجليزية: Scott Marshall)‏ (1 مايو 1973 بإدنبرة في المملكة المتحدة - ) هو لاعب كرة قدم بريطاني في مركز الدفاع. شارك مع منتخب اسكتلندا تحت 21 سنة لكرة القدم. أما مع النوادي، فقد لعب مع أكسفورد يونايتد وشيفيلد يونايتد ونادي أرسنال ونادي برينتفورد ونادي روذرهام يونايتد ونادي ساوثهامبتون ونادي سلتيك وويكمب وندررز.

## وصلات خارجية
- سكوت مارشال على موقع قاعدة بيانات كرة القدم.إي يو (الإنجليزية)
- سكوت مارشال على موقع Soccerbase.com (لاعب) (الإنجليزية)
- سكوت مارشال على موقع Soccerway.com (الإنجليزية)
- سكوت مارشال على موقع عالم كرة القدم.نت (الإنجليزية)